# Borowica (województwo lubelskie)
Borowica – wieś w Polsce położona w województwie lubelskim, w powiecie krasnostawskim, w gminie Łopiennik Górny, u ujścia rzeki Rejki do Wieprza. Miejscowość leży na granicy trzech mikroregionów: Pagórów Chełmskich, Obniżenia Dorohuckiego i Wyniosłości Giełczewskiej. W północno-zachodniej części wsi swój początek bierze kanał Wieprz-Krzna, a w okolicach wsi swój bieg kończą rzeki Rejka i Łopa.
W latach 1975–1998 miejscowość administracyjnie należała do województwa chełmskiego.
Wieś stanowi sołectwo gminy Łopiennik Górny. Według Narodowego Spisu Powszechnego (III 2011 r.) wieś liczyła 257 mieszkańców.
Borowica jest siedzibą rzymskokatolickiej parafii Przemienienia Pańskiego.

## Historia
Pierwsza wzmianka o miejscowości pochodzi ze spisu poborowego z 1564 r. Borowica wchodziła wtedy w skład dóbr ziemskich Żulin. Pod koniec XVIII w. ziemie te stały się własnością Kazimierza Krasińskiego, który ufundował budowę miejscowego kościoła. Po jego śmierci Borowica została odziedziczona przez jego córkę, pisarkę Elżbietę Jaraczewską. Tu też powstała znaczna część jej dorobku literackiego.
Według spisu miast, wsi, osad Królestwa Polskiego z roku 1827, Borowica w ówczesnej gminie i parafii Pawłów, posiadała  32 domy i 295 mieszkańców.
W 1895 r. w Borowicy urodził się Szmul Zygielbojm, polityk i obrońca praw ludności żydowskiej, oraz członek Rady Narodowej RP w Londynie. Z Borowicy pochodzi również Marian Machura, polski organista i kompozytor muzyki sakralnej, wykładowca akademicki.
Wieś znacznie ucierpiała podczas II wojny światowej – w 1944 r. większość zabudowań wsi została spalona przez okupanta, ocalał jedynie kościół.
W ostatnich latach w Borowicy organizowano liczne imprezy kulturowe promujące ten teren, m.in. dożynki parafialne i gminne, Regionalny Przegląd Pieśni i Piosenki Religijnej czy Zawieprzańskie Święto Plonów.

## Obiekty warte odwiedzenia
W miejscowości znajduje się kilka ciekawych obiektów:
- Kościół pw. Przemienienia Pańskiego w Borowicy – drewniana świątynia w stylu klasycystycznym, wzniesiona w latach 1797–1799, zaprojektowana przez Jakuba Kubickiego, obecnie wpisana do rejestru zabytków;
- strzelnica LOK, dostępna jedynie dla członków Lubelskiego Klubu Strzelectwa Historycznego;
- przepust wodny stanowiący początek Kanału Wieprz-Krzna;
- cmentarz parafialny, na którym znajduje się kilka zabytkowych pomników z końca XIX w., oraz pomnik ku czci Poległych i Pomordowanych w czasie II wojny światowej mieszkańców wsi.